# Ginevra Canonici Fachini
Ginevra Canonici in Fachini (Ferrara, 3 gennaio 1779 – Ferrara, 20 febbraio 1870) è stata un'educatrice, scrittrice e letterata italiana.

## Biografia
Ginevra Canonici nasce in una famiglia aristocratica ferrarese, la madre è la marchesa Marianna Cavriani della nobile famiglia omonima, il padre Alessandro è a sua volta marchese e reazionario. Con la sorella Rosa frequenta il collegio delle Orsoline di Parma dove riceve l'istruzione prevista per una signorina di buona famiglia.
A causa dell'avanzata delle truppe napoleoniche la famiglia si trasferisce a Venezia con i figli e le figlie, che vengono introdotte in società e iniziano a frequentare i salotti mondani. A 17 anni Ginevra Canonici sposa il conte Annibale Fachini, mantovano e cittadino ferrarese. Nel 1814, alla morte del marito e senza figli, la marchesa Canonici Fachini si ri-trasferisce definitivamente a Ferrara.

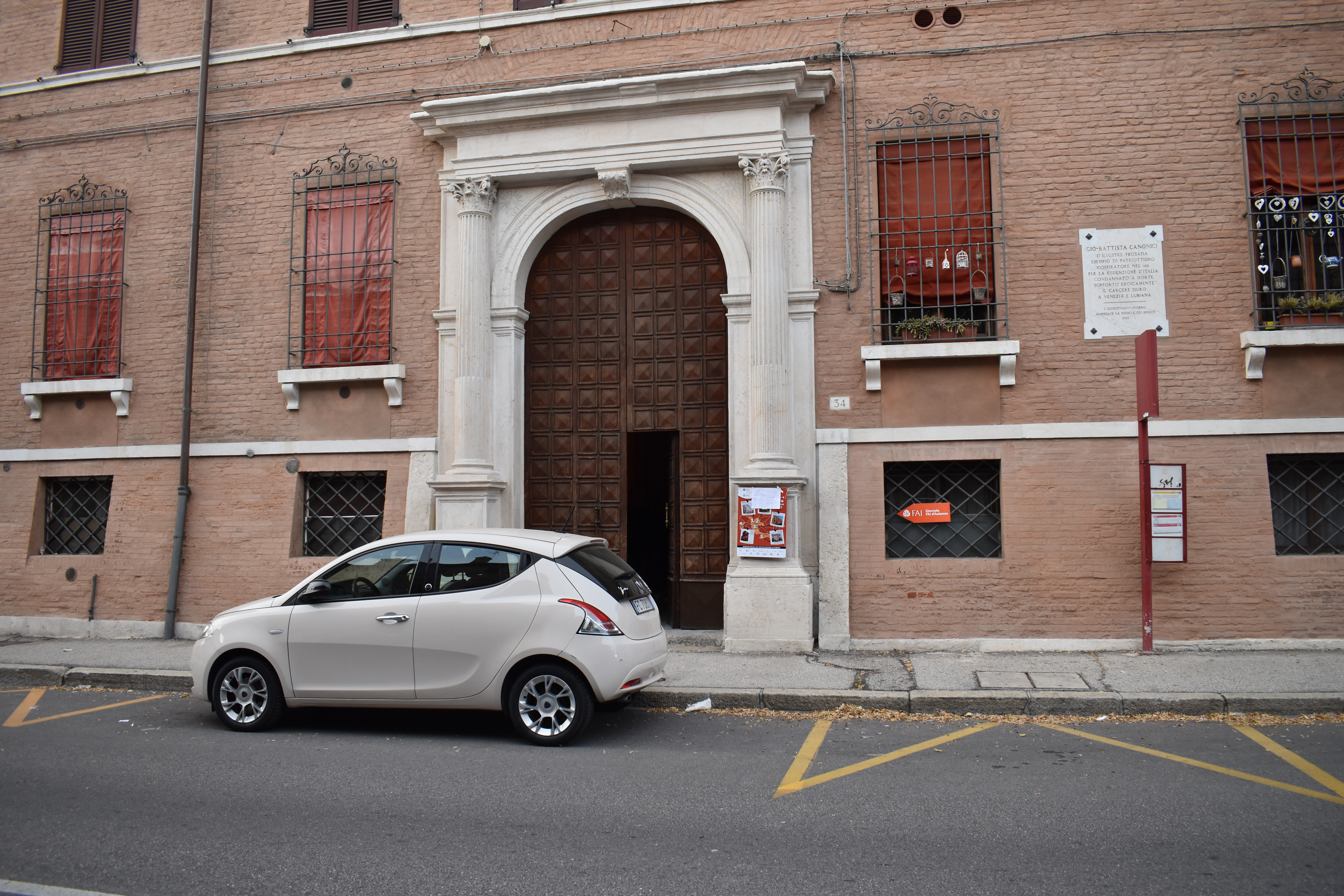
Ingresso del Palazzo Canonici in via Porta Po, a Ferrara

Dal 1808 è membro della Società del Casino, che conta al suo interno numerosi membri della Carboneria a cui aderisce anche suo fratello Giovanni Battista. In seguito risulta iscritta anche all'Accademia degli Euteleti, all'Accademia tiberina di Roma e all'Accademia virgiliana di Mantova, nonché ad alcune accademie scientifiche.
Se durante il matrimonio l'attività di Ginevra Canonici si limita alla pittura, alle arti figurative e alla scrittura come passatempo, negli anni della maturità si interessa in particolare alla condizione femminile e all'educazione delle donne.
Nel 1824 pubblica il suo Prospetto biografico delle donne italiane rinomate in letteratura dal sec. XIV fino ai giorni nostri, contenente una replica a Lady Morgan in difesa delle donne italiane. Riceve il plauso per quest'opera patriottica, che verrà inclusa nell'antologia Delle illustri donne italiane dal XIII al XIX secolo, stampata per i tipi dei Fratelli Pallotta.
Crede nel vantaggio di una buona istruzione sia per la patria che per l'individuo e anche nell'uguaglianza, seppure non arrivi al punto di mettere in discussione l'ordine costituito. Fedele ai suoi ideali e avvicinandosi sempre più alla religione, nel 1833 fonda e dirige il Collegio dell'Immacolata Vergine Maria per l'educazione delle donne appartenenti a qualunque classe sociale e fonda anche una congregazione mariana diventandone Superiora.
Durante la Restaurazione frequenta l'élite ferrarese e accresce la sua influenza politica, ottenendo l'appoggio del Cardinal Legato per portare avanti i suoi progetti educativi. Riesce presto a occupare il vertice nel sistema dell'istruzione femminile ferrarese, raggiungendo il suo apogeo come donna di potere negli anni quaranta dell'Ottocento.
Con l'avanzare dell'età, la Proclamazione del Regno d'Italia e i cambiamenti nei rapporti di potere, la sua influenza è destinata a scemare. Anche le sue scuole, non più nell'air du temps, declinano poco a poco, inghiottendo le ultime finanze della marchesa.
Ginevra Canonici si spegne nel 1870 nel suo palazzo di Corso Porta Po.
Una succursale del Liceo Ariosto di Ferrara porta il suo nome.

## Opere parziale
- Ginevra Canonici Fachini, Prospetto biografico delle donne italiane, rinomate in letteratura dal secolo decimoquarto fino a' giorni nostri, Venezia, Tipografia di Alvisopoli, 1824.
- Ginevra Canonici Fachini, Due giorni in Ferrara. Istruzione per agevolmente pervenire alla cognizione dell'opere tutte letterarie e di belle arti quivi raccolte. Corredata di molte cognizioni utili egualmente al culto viaggiatore, che al cittadino ferrarese, Ferrara, Tipi di Gaetano Bresciani, 1819.